# Martin Matzke
Martin Matzke (* 6. März 1990 in Roudnice) ist ein ehemaliger tschechischer Automobilrennfahrer.

## Karriere
Martin Matzke fing Ende der 1990er Jahre mit dem Kartsport an und fuhr 2003 in der ICA-Junior-Wertung der Europameisterschaft der Region Central.
Danach stieg er in den GT-Motorsport ein und fuhr 2007 mit einem Ferrari F430 GTC in der GTA-Wertung der International GT Open.
Von 2007 bis 2010 und 2012 und 2013 trat Matzke für verschiedene Teams in der ADAC GT Masters an. Sein bestes Gesamtergebnis, einen sechsten Platz, erreichte er 2010 auf einem Alpina B6 GT3 des Teams s-Berg Racing.
In der FIA-GT3-Europameisterschaft startete er von 2007 bis 2011. 2008 erzielte er mit seinem Team MM-Racing auf einer Chevrolet Corvette Z06.R GT3 den sechsten Platz im Gesamtklassement. Dies war seine beste Gesamtplatzierung in dieser Rennserie.
2011 ging Matzke parallel für das Team Belgian Racing mit einem Ford GT1 bei drei Rennwochenenden in der FIA-GT1-Weltmeisterschaft an den Start.
In der Blancpain Endurance Series fuhr er für das Team Vita4one jeweils ein Rennen 2011 und 2013 in der GT3-Pro-Cup-Wertung.
2013 trat Matzke für das Team HTP Gravity Charouz mit einem Mercedes-Benz SLS AMG GT3 in der FIA GT Series bei einem Rennwochenende an.
Nach der Saison 2013 beendete Matzke seine Motorsportkarriere. Aktuell ist er Geschäftsführer eines tschechischen Forschungsunternehmens.